# Ваупшас, Антанас
Антанас Альгимантас Ваупшас (лит. Antanas Algimantas Vaupšas; 20 мая 1936, Taručiai, Ионишкский район — 14 декабря 2017, Вильнюс) — советский литовский легкоатлет, специалист по прыжкам в длину. Выступал за сборную СССР по лёгкой атлетике в середине 1960-х годов, многократный чемпион Литовской ССР, призёр первенств всесоюзного значения, бывший рекордсмен Литвы, участник летних Олимпийских игр в Токио. Мастер спорта СССР. Также известен как спортивный журналист, редактор.

## Биография
Антанас Ваупшас родился 20 мая 1936 года в деревне Таручай Жагорской волости (ныне Ионишкский район Шяуляйского уезда).
Окончил среднюю школу в Жагаре (1954), историко-филологический факультет Вильнюсского университета (1959) — по специальности «русский язык и литература».
Занимался лёгкой атлетикой в Вильнюсе под руководством тренера Алекса Сабекиса, состоял в добровольном спортивном обществе «Динамо». В 1957—1966 годах в общей сложности 16 раз побеждал на первенствах Литовской ССР в различных легкоатлетических дисциплинах: прыжках в длину и высоту, тройных прыжках, эстафете 4 × 100 метров. Десять раз обновлял рекорд Литвы в прыжках в длину и стал первым литовцем, сумевшим прыгнуть дальше 8 метров. В 1960 году выполнил норматив мастера спорта СССР.
Впервые заявил о себе на всесоюзном уровне в сезоне 1961 года, когда в прыжках в длину выиграл серебряную медаль на чемпионате СССР в Тбилиси — с результатом 7,55 уступил здесь только ленинградцу Дмитрию Бондаренко.
По итогам сезона 1962 года был признан лучшим спортсменом Литвы.
В 1963 году стал бронзовым призёром на чемпионате страны в рамках III летней Спартакиады народов СССР в Москве (7,59).
В 1964 году взял бронзу на чемпионате СССР в Киеве (7,95). Благодаря череде удачных выступлений удостоился права защищать честь страны на летних Олимпийских играх в Токио — на предварительном квалификационном этапе прыжков в длину показал результат 7,43 и в финал не вышел.
Одновременно со спортивной карьерой занимался журналистикой, автор множества статей, преимущественно спортивной тематики. Заведующий внештатным отделом газеты «Вечерние новости» (1958—1964); корреспондент, руководитель спортивного отдела, член редколлегии газеты Tiesa (1974—1986), редактор вильнюсского еженедельника Kaimo statybininkas (1986—1991), корреспондент еженедельника Pozicija (1991—1992), редактор газеты Reklama (1992—1997), обозреватель газеты Lietuvos sportas (1997—2000), ответственный секретарь журнала Coach (1999—2000). Публиковался в журналах Švyturys, Jaunimo gretos, Buitis, Nemunas, газете Sportas и других изданиях. С 2008 года — член комиссии по этике Союза спортивных журналистов Литвы.
Выступил автором и соавтором нескольких книг: Olimpiada iš arti (1965), Čempionai šalia mūsų (1969), Lietuvos boksas (1976), Kūno kultūra ir sportas Lietuvoje (1977), Su «Dinamo» emblema (1977), Danas (2004).
Проявил себя как спортивный функционер. С 2003 года — член правления Олимпийской ассоциации Литвы, председатель комитета по связям с общественностью.
Умер 14 декабря 2017 года в Вильнюсе в возрасте 81 года. Похоронен на Лиепинском кладбище.